# Chester Nimitz
Chester William Nimitz (Fredericksburg, 24 febbraio 1885 – Yerba Buena Island, 20 febbraio 1966) è stato un ammiraglio statunitense, comandante in capo della United States Pacific Fleet durante la seconda guerra mondiale.
Entrato nella United States Navy nel 1905, rischiò dopo pochi anni di interrompere la propria carriera per aver fatto incagliare un cacciatorpediniere che da poco comandava, riuscendo comunque a uscirne solo con un richiamo ufficiale e la riassegnazione alla branca dei sommergibili; a più riprese ebbe a che fare con questi particolari vascelli, sui quali maturò vaste competenze così come sulla tecnologia Diesel applicata alle navi. Capitano di fregata dal marzo 1918, trascorse il resto della prima guerra mondiale nello stato maggiore del Chief of Naval Operations (CNO), quindi negli anni venti completò i corsi al Naval War College e dal 1926 al 1929 fu il primo responsabile del Naval Reserve Officers Training Corps, ottenendo notevoli risultati. Comandò poi, negli anni trenta e come capitano di vascello, la squadra cacciatorpediniere della Reserve Fleet e l'incrociatore pesante USS Augusta, per concludere la fine del decennio al Bureau of Navigation. Promosso contrammiraglio nel giugno 1938, guidò la 1ª Divisione corazzate per un anno, poi fu nominato capo del Bureau of Navigation, posto dal quale contribuì in modo determinante all'espansione della United States Navy fino all'attacco di Pearl Harbor del 7 dicembre 1941.
Ufficiale dallo spiccato talento organizzativo, diplomatico, puntuale, determinato ma all'occorrenza caustico, Nimitz fu scelto dal presidente Franklin Delano Roosevelt per guidare la menomata United States Pacific Fleet. Balzò direttamente al grado di ammiraglio e con il suo superiore, il CNO Ernest King, dovette modellare dal nulla una nuova strategia per la guerra in Estremo Oriente contro l'Impero giapponese; è ricordato soprattutto per aver dato piena fiducia ai servizi d'intelligence e decrittazione della Pacific Fleet, che gli permisero di cogliere le vittorie del Mar dei Coralli e di Midway e ribaltare in parte lo svantaggio degli Alleati. Nel corso delle lunghe ostilità contro i nipponici Nimitz fu fautore di diverse innovazioni, come l'impiego di Task force centrate attorno a una o più portaerei, la leapfrogging strategy per occupare isole-chiave e schivare quelle ritenute troppo difese, l'amalgama di ufficiali di preparazione differente nel medesimo stato maggiore e l'impiego immaginifico del potere marittimo. Nel dicembre 1944 ebbe il grado vitalizio di ammiraglio della flotta e, il 2 settembre 1945, fu firmatario dello strumento di resa giapponese in vece del governo americano. Lasciò poco dopo il comando della Pacific Fleet per occupare quello di CNO fino alla fine del 1947: si impegnò per trasformare la United States Navy in uno strumento adatto alla nuova età atomica. Fu collocato a riposo l'anno successivo, pur continuando la vita pubblica dapprima come ambasciatore di buona volontà e in seguito (1952-1960) come rettore dell'Università della California. Morì in casa propria e fu sepolto nel Cimitero nazionale Golden Gate con altri ex ammiragli della seconda guerra mondiale.

## Biografia

### L'ingresso in marina e i primi anni di servizio

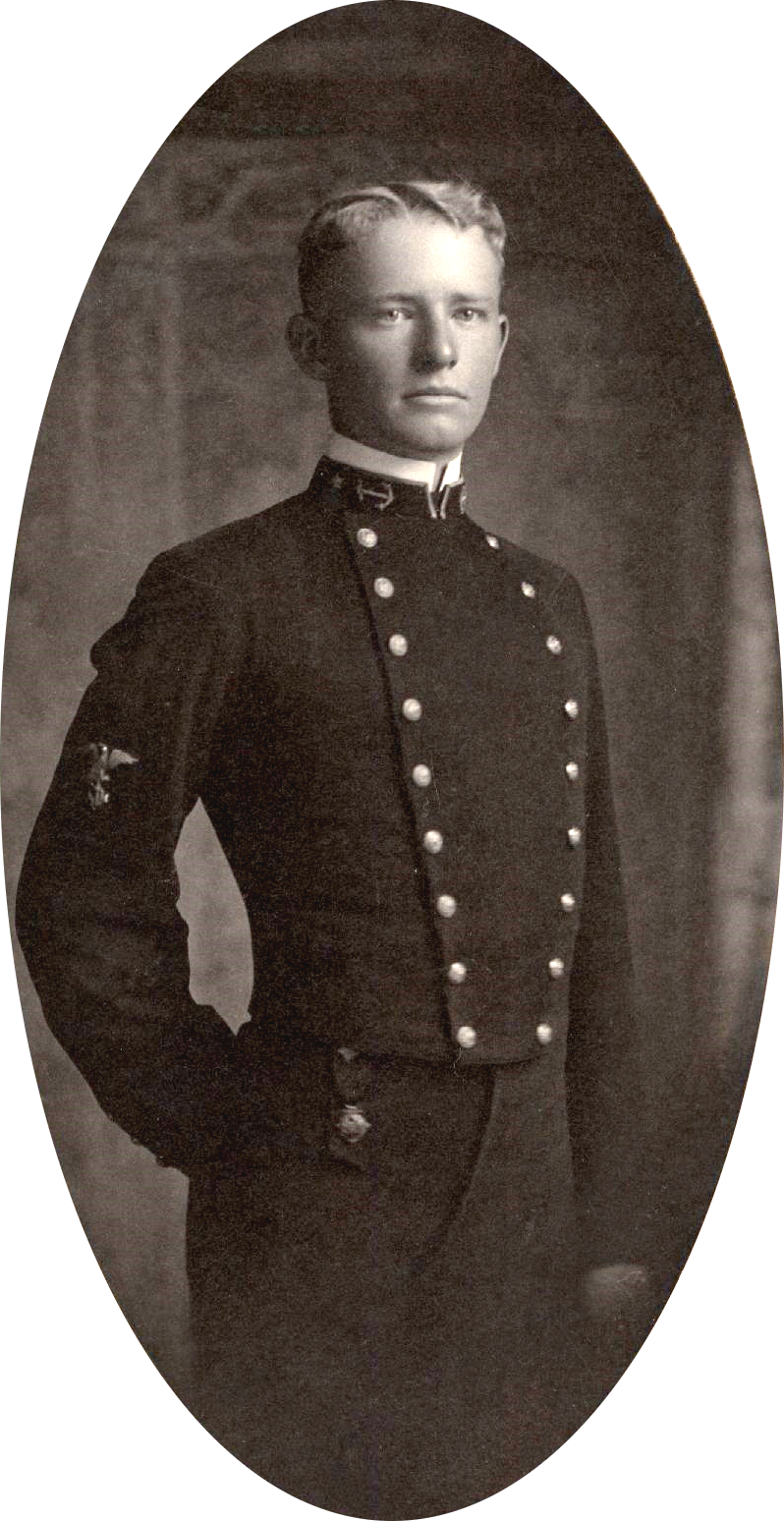
Un giovane Nimitz in uniforme da cadetto, 1905 circa

Chester William Nimitz nacque il 24 febbraio 1885 nel paese di Fredericksburg, in Texas, presso il pittoresco hotel di famiglia fatto edificare dal bisnonno Charles Nimitz, che aveva servito nella United States Navy: come rivela il cognome, si trattava di una delle diverse famiglie d'ascendenza tedesca della zona. Inizialmente, però, il giovane Nimitz era più attirato da una carriera nell'United States Army; perciò, mentre frequentava la Tivy High School di Kerrville, si informò sulla disponibilità di posti all'United States Military Academy di West Point: uno dei membri texani del Congresso gli rese noto che in quel momento le selezioni erano chiuse e gli suggerì di provare, invece, presso la United States Naval Academy di Annapolis. Nimitz si preparò tra la scuola e il coro della chiesa di Fredericksburg e nel 1901 affrontò i tre giorni dell'esame d'ammissione con numerosi altri aspiranti da tutto il Texas: lo superò, lasciò dunque la scuola pubblica e per quattro anni fu allievo ad Annapolis; si dimostrò particolarmente versato in matematica e s'impose come atleta nella sua classe, tanto che l'annuario scolastico ne parlò come di una persona «dall'avvenire sicuro». Il 30 gennaio 1905 si diplomò settimo su 114 compagni, ottenne il brevetto di aspirante guardiamarina e fu imbarcato sulla nave da battaglia USS Ohio, allora di base a San Francisco. A bordo di questa unità Nimitz compì la sua prima crociera d'addestramento all'estero, che si svolse nei porti dell'Estremo Oriente; il 15 settembre 1906, rimpatriato, passò all'equipaggio dell'incrociatore protetto USS Baltimore, sul quale completò il previsto servizio obbligatorio di due anni in mare dal diploma. Il 7 gennaio 1907 Nimitz ebbe i gradi di guardiamarina e il 31 fu nominato comandante della cannoniera USS Panay, poi l'8 luglio fu messo al comando del piccolo cacciatorpediniere USS Decatur, che condusse fino alla recentemente acquisita colonia delle Filippine e in alcune crociere nelle acque del Sud-est asiatico. Nel luglio 1908 una manovra azzardata portò all'incagliamento del Decatur vicino a Batangas: l'unità non affondò e fu tratta in salvo, ma egli fu spedito dinanzi a una corte marziale, un potenziale grave ostacolo alla carriera. Tuttavia il suo superiore trattò il caso con indulgenza e vergò solo un rimprovero ufficiale; comunque, Nimitz fu rimpatriato nel gennaio 1909 per essere destinato alla nuova e marginale branca dei sommergibili: fu imbarcato sull'USS Plunger, primo di una lunga serie di incarichi sui battelli sottomarini che gli fornì poi una vasta conoscenza in materia.

### Gli anni dieci e la prima guerra mondiale
Il 26 gennaio 1910 Nimitz ebbe il comando del sommergibile USS Snapper, che esercitò brevemente: con una doppia promozione a tenente di vascello il 31 dello stesso mese, motivata dalla rapida espansione della Marina, il 12 marzo fu infatti avviato alla Naval Torpedo Station per addestramento e tornò in mare il 18 novembre come comandante del sommergibile USS Narwhal. Un anno più tardi fu posto a capo dell'USS E-1, ancora in costruzione con il nome provvisorio di Skipjack; Nimitz ne fu il primo comandante e si rese protagonista di un atto di salvataggio nelle settimane successive. Il 20 marzo 1911 il fuochista di seconda classe W.J. Walsh, mentre si trovava sul ponte di coperta, fu sbalzato fuori bordo da un'onda e, dato che non sapeva nuotare, Nimitz si tuffò e lo tenne a galla fino a che non furono entrambi recuperati: per questo gesto fu insignito dal Dipartimento del Tesoro della Silver Lifesaving Medal. Il 7 maggio assunse il comando della flottiglia sommergibili operante in oceano Atlantico. Il 28 aprile 1913 tornò a terra dapprima a Washington e poi a Groton per intraprendere studi approfonditi sull'applicazione di motori Diesel alle navi di superficie, una tecnologia che destava molto interesse. In connessione a questo incarico viaggiò dunque in Belgio e Germania, allo scopo di raccogliere più dati e informazioni e visitare le fabbriche degli apparati; tornò a Groton poco prima dello scoppio della prima guerra mondiale e, con le conoscenze acquisite, fu designato ufficiale responsabile della progettazione e costruzione degli impianti Diesel per la petroliera Maumee: il 29 agosto 1916 fu promosso capitano di corvetta e il 23 ottobre salì a bordo come ufficiale di macchina e vicecomandante. Nimitz rimase ferito in questi anni non in battaglia, bensì per una disattenzione, mentre mostrava il funzionamento dei Diesel a ospiti di riguardo. Il guanto della mano sinistra, con la quale stava indicando un motore acceso, rimase impigliato negli ingranaggi che stritolarono parte dell'anulare e solo l'anello della Naval Academy bloccò il meccanismo: Nimitz fu medicato e metà anulare gli fu amputato. Rimase sulla petroliera fino ai primi del 1918, contribuendo agli studi e all'evoluzione del rifornimento in corso di navigazione; il 6 febbraio 1918 fu scelto quale aiutante di campo del comandante delle forze sommergibiliste operanti in Atlantico. Fu elevato al grado di capitano di fregata l'8 marzo dello stesso anno. Nel settembre 1918 fu riassegnato all'ufficio del Chief of Naval Operations (CNO) e al contempo ebbe un posto al Board of Submarine Design, data la sua solida esperienza maturata in servizio. Esercitò i due ruoli ben oltre la fine delle ostilità e tornò al servizio in mare il 6 maggio 1919, in veste di vicecomandante della nave da battaglia USS South Carolina.

### Gli anni venti e trenta

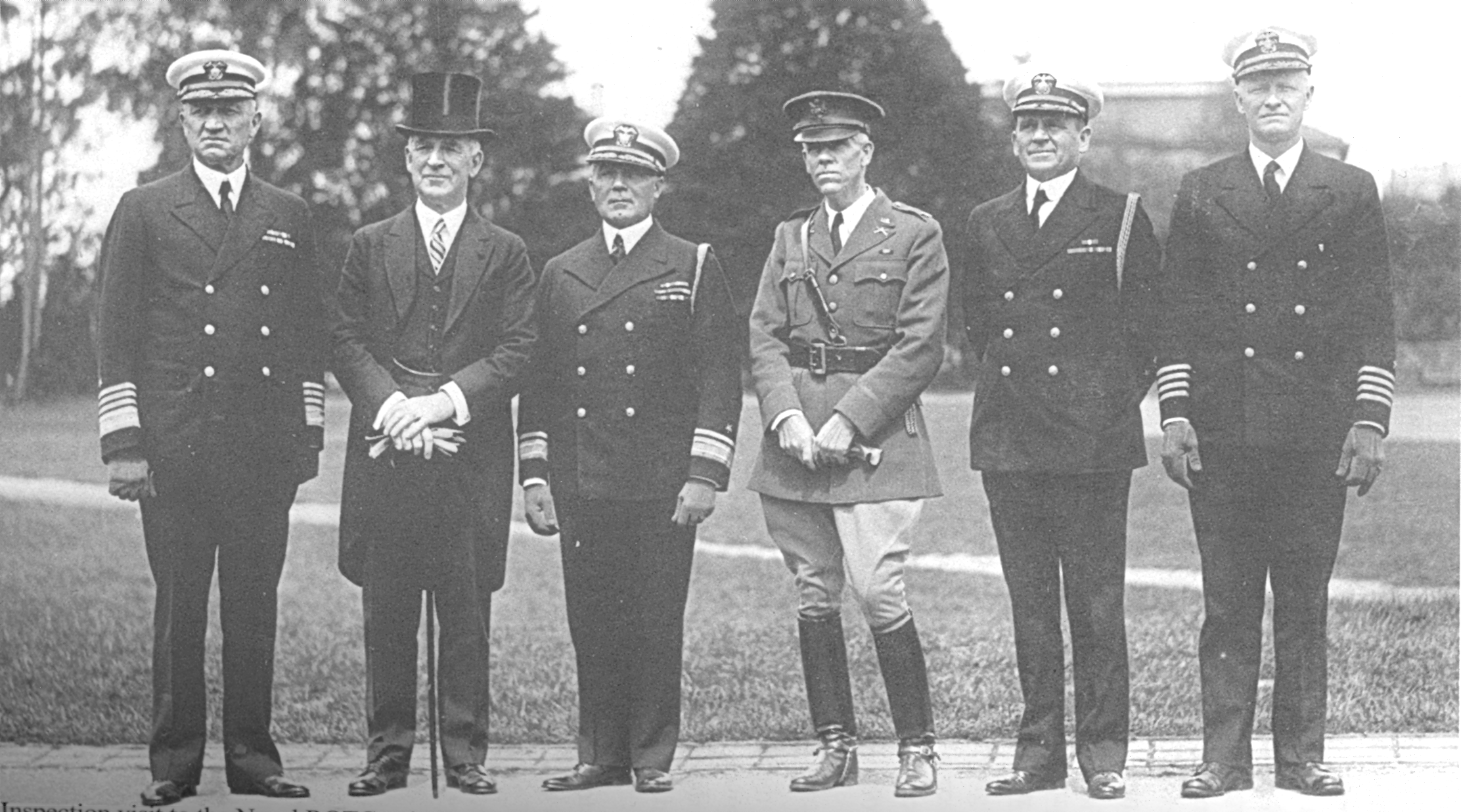
Nimitz (primo da destra) accoglie nel 1927 alti ufficiali e il rettore dell'Università di Berkeley, venuti a osservare i progressi del Naval Reserve Officers Training Corps

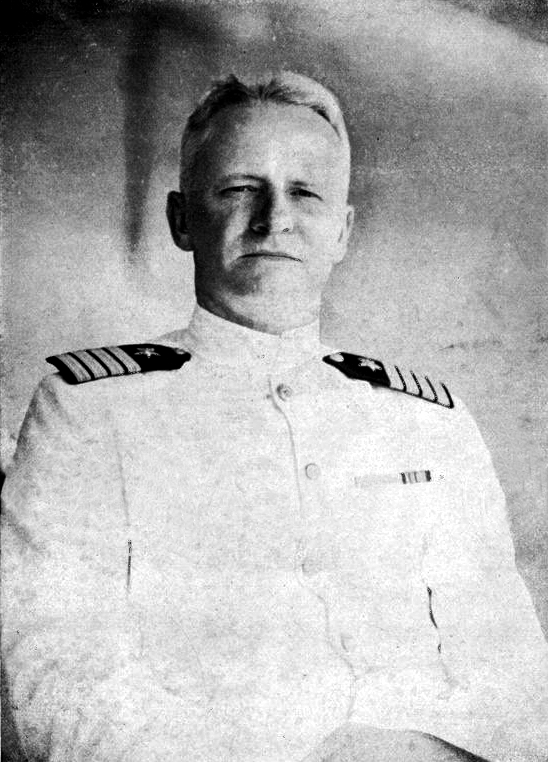
Nimitz nel 1934, quando era al comando dell'incrociatore Augusta

Nel maggio 1920 Nimitz fu designato comandante della base per sommergibili a Pearl Harbor, allora in rapida espansione; la base non faceva eccezione e Nimitz ne supervisionò e coordinò la costruzione e attivazione, per poi dirigerla brevemente prima di essere riassegnato il 17 luglio al datato incrociatore protetto USS Chicago, riclassificato e modificato per fungere da nave appoggio nella 14ª Divisione sommergibili: Nimitz assunse il comando dell'uno e dell'altra in contemporanea e le guidò per circa due anni nelle Hawaii. Il 21 giugno 1922 fu rimpatriato per seguire i corsi del Naval War College di Newport, prestigiosa istituzione per la formazione di ufficiali di stato maggiore. Rimasto colpito dalle potenzialità dell'aeroplano e della portaerei, a dispetto della sua specializzazione subacquea presentò una tesi sull'impiego in battaglia di quel tipo di nave, teorizzando una disposizione circolare di unità tradizionali a copertura delle portaerei al centro. Si diplomò il 26 maggio 1923, dopo aver studiato anche la branca della logistica nel contesto di una possibile guerra nell'oceano Pacifico, e fu scelto quale nuovo capo di stato maggiore del comandante dell'United States Battle Fleet/Force, l'ammiraglio Samuel S. Robinson; vi lavorò oltre tre anni, nel corso dei quali poté collaudare la sua teoria. Nimitz rimase al fianco di Robinson quando egli divenne comandante in capo della marina statunitense e sviluppò così notevoli abilità organizzativo-amministrative. Il 10 agosto 1926 fu trasferito in California per dirigere il Naval Reserve Officers Training Corps, il cui programma era stato appena attivato presso l'Università di Berkeley: sotto il suo controllo il programma ottenne un deciso successo. Il 2 giugno 1927 fu promosso a capitano di vascello e continuò a dirigere il programma per altri due anni: il 15 giugno 1929 fu trasferito alla testa della 20ª Divisione sommergibili.
Il 17 giugno 1931 Nimitz fu nominato comandante della squadra cacciatorpediniere della Reserve Fleet, con quartier generale a San Diego; alzò le proprie insegne sull'ammiraglia, la nave appoggio USS Rigel, e tenne la posizione per due anni. Nell'ottobre 1933 prese il comando dell'incrociatore pesante USS Augusta e lo condusse nelle Filippine, dove funse da ammiraglia dell'United States Asiatic Fleet per i successivi due anni circa: Nimitz si fece una reputazione come comandante immaginoso, competente e stimato dai sottoposti e dai marinai, tanto che l'Augusta fu indicato come una delle migliori unità da guerra statunitensi del periodo. Il viceammiraglio Lloyd Mustin, che aveva servito sotto il suo comando come giovane sottufficiale a bordo dell'incrociatore, lo descrisse come «il miglior insegnante di tutta la Marina negli anni trenta». Nel maggio 1935 Nimitz fu richiamato a Washington e il 28 fu assegnato all'ufficio del capo del Bureau of Navigation (cioè l'Ufficio personale della marina statunitense) in qualità di assistente; per i successivi tre anni lavorò in questa mansione e riscosse l'apprezzamento dei propri superiori. Il 23 giugno 1938 passò al grado di contrammiraglio e il 9 luglio fu riassegnato al servizio in mare come comandante in capo della 2ª Divisione incrociatori leggeri, ma esercitò per pochi giorni il comando a causa di una malattia. Quando si fu ripreso fu collocato alla testa della 1ª Divisione corazzate (17 settembre) di base a San Pedro; issò le sue insegne sulla USS Arizona. Questa posizione fece sì che nel gennaio 1939, quando il grosso della United States Navy si recò nel Mare Caraibico per un'esercitazione generale (Fleet Problem XX), Nimitz assumesse pro tempore il ruolo di comandante responsabile per il Pacifico. Egli ne approfittò per completare una fitta tabella d'addestramento, tra prove di tiro, sbarchi simulati e rifornimento in alto mare anche tra grandi unità; suscitarono però perplessità le sue indicazioni di trasferire il carburante tra navi disposte una dietro l'altra, invece che murata contro murata: fu, infatti, questa seconda modalità a diventare pratica comune. Il 15 giugno tornò a terra come nuovo responsabile del Bureau of Navigation, una nomina che nella marina statunitense indicava con certezza un trampolino di lancio per la carriera. Spiccò subito per le insistite richieste di adottare la medesima uniforme sia per gli ufficiali in servizio attivo, sia per quelli della riserva, in modo tale da stimolare lo spirito di corpo e la collaborazione.

### La seconda guerra mondiale

#### La nomina, i primi mesi e Midway

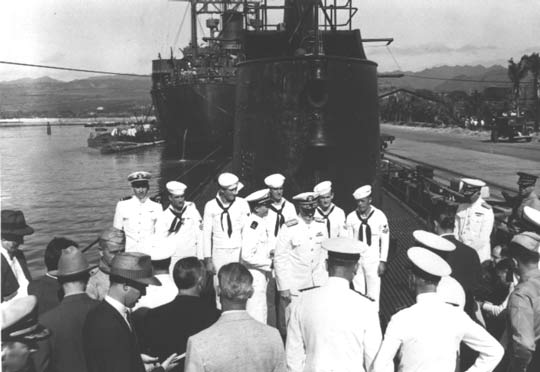
31 dicembre 1941: Chester Nimitz (al centro, con la testa abbassata) diviene ufficialmente il comandante in capo della Pacific Fleet (CINCPAC); il sommergibile ritratto è il Grayling

Dal suo nuovo ufficio Nimitz fu coinvolto in prima persona nella grande espansione della marina, voluta dal presidente Franklin Delano Roosevelt per prepararsi alla guerra contro la Germania nazista e appoggiata anche dal CNO Harold Rainsford Stark; in particolare, dal maggio 1941 la dichiarazione presidenziale di una illimitata emergenza nazionale mise a dura prova le abilità di Nimitz, chiamato a gestire un vasto afflusso di personale e una generale riorganizzazione. Le capacità di Nimitz non era passate inosservate nelle alte sfere e, già nel gennaio 1941, il suo nome era apparso in una lista stesa per il cambio del comando della United States Pacific Fleet, per il quale Roosevelt aveva proposto proprio il promettente ufficiale. In quell'occasione, comunque, Nimitz aveva scritto al Segretario alla Marina Frank Knox che non avrebbe potuto accettare la nomina senza generare malumori tra gli ufficiali più anziani di lui. Alla fine il comando andò all'ammiraglio Husband Kimmel, Nimitz mantenne il suo posto a Washington e il 1º novembre passò al grado di contrammiraglio upper half.
Subito dopo il devastante attacco a sorpresa di Pearl Harbor del 7 dicembre gli Stati Uniti intrapresero un totale rinnovamento dei quadri di comando. Il 17 dicembre gli ufficiali coinvolti nel disastro furono tutti destituiti e la Pacific Fleet fu ad interim posta agli ordini del viceammiraglio William S. Pye. Il giorno precedente il Segretario Knox aveva contattato Nimitz per informarlo che il presidente l'aveva selezionato personalmente da una lista di ventotto candidati e che era appena stato promosso al grado di ammiraglio (una seconda doppia promozione nella sua carriera): sembra che Roosevelt avesse dichiarato, nell'occasione, di «dire a Nimitz di catapultarsi a Pearl e di stare là finché la guerra non sarà vinta». Nimitz si incontrò il 30 con l'ammiraglio Ernest King, CNO e suo diretto superiore, per essere edotto sui suoi compiti principali: tenere a qualunque costo l'arcipelago, la costa occidentale e le comunicazioni con Nuova Zelanda e Australia, ultimi bastioni alleati nel Pacifico. Il 31 dicembre si svolse la formale cerimonia di investitura al comando sul ponte del sommergibile USS Grayling, un particolare sul quale Nimitz scherzò spesso, affermando che era l'unica unità che i giapponesi gli avevano lasciato per l'importante funzione. Mentre i primi mesi di guerra con l'Impero giapponese venivano gestiti dall'ABDACOM e da altri comandi locali con risultati mediocri per gli Alleati, Nimitz esercitò con cautela il nuovo comando, conscio della situazione difficile e della temporanea impossibilità di ricevere rinforzi: disponeva di tre portaerei (USS Lexington, USS Saratoga, USS Enterprise), una decina di incrociatori, circa venti cacciatorpediniere e altrettanti sommergibili in parte datati; poteva schierare anche qualche superstite corazzata, sulle quali però faceva scarso affidamento. Pur provenendo dalla branca sottomarina e senza alcun specifico addestramento aeronautico, Nimitz era convinto già da tempo che le grosse navi da battaglia non fossero più le unità più importanti di una flotta militare, soppiantate dalla portaerei. Nel riorganizzare la Pacific Fleet in tre Task force durante il gennaio 1942, una per ciascuna portaerei, Nimitz relegò le lente corazzate a compiti di scorta lungo le rotte tra le Hawaii e la costa occidentale. Al contempo si impegnò per inviare rinforzi di ogni tipo in Australia, Nuova Zelanda e negli arcipelaghi collocati a nord-est di quest'ultima; la Task force 11 con la Lexington (viceammiraglio Wilson Brown) fu collaudata nella scorta a un convoglio che trasferì una brigata di marine a Palmyra. L'11 del mese la Saratoga fu colpita da un sommergibile giapponese e, bisognosa di riparazioni, cedette il posto alla USS Yorktown. Sempre in gennaio, Nimitz acconsentì alla condivisione di fonti e informazioni sul nemico nipponico con Australia e Nuova Zelanda.

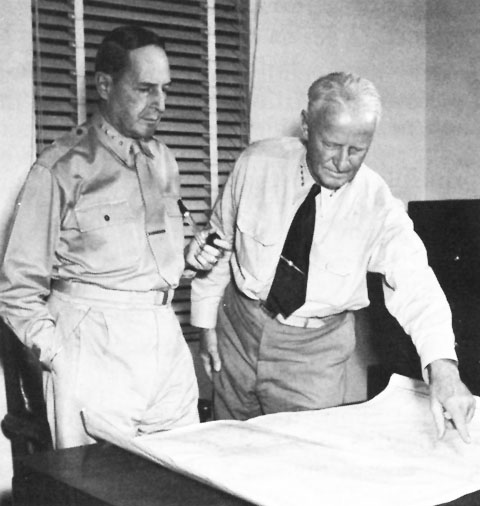
Nimitz (destra) e il generale MacArthur divennero nel marzo 1942 i principali comandanti di teatro sul fronte di guerra oceanico e asiatico

L'ammiraglio era una personalità sconosciuta all'opinione pubblica e anche in parte della marina statunitense; non era mai entrato nei circoli navali più interni e non era stato coinvolto nelle faziosità e nelle politiche dell'arma. D'altro canto spiccava per l'apertura mentale e la predisposizione all'ascolto dei subordinati, i modi pacati e la personalità tranquilla, che celavano in ogni caso una notevole determinazione e la capacità di agire anche sotto forte pressione. I primi mesi del suo comando furono probabilmente i più difficili e precari, a cominciare dalle relazioni con il sanguigno e impaziente ammiraglio King. I due uomini mantenevano un comportamento formalmente corretto e concordavano che il principio del Germany first era da riconsiderare, poiché ostacolava l'afflusso di navi, bombardieri pesanti e truppe nel teatro bellico del Pacifico – comunque invano: nel marzo 1942 il Joint Chiefs of Staff (JCS) confermò che l'afflusso di rifornimenti e forze al fronte oceanico sarebbe stato deciso in funzione delle necessità della guerra contro la Germania nazista. Ma King nutriva scarsa fiducia in Nimitz e non condivideva la sua strategia attendista, preferendo cercare di colpire i giapponesi ove possibile, anche per alleggerire la pressione sull'ABDACOM e verso l'Australia. All'inizio del gennaio 1942 la sua posizione si fece ancor più delicata in seguito alle frenetiche domande di aiuto da parte del generale Douglas MacArthur, intrappolato a Bataan con decine di migliaia di uomini: il generale richiese, tra le altre cose, di sferrare un audace attacco con le portaerei della Pacific Fleet anche se, alla fine, solo alcuni sommergibili e violatori dall'Australia recarono scarse quantità di rifornimenti agli assediati. In ogni caso, Nimitz dovette alla fine acconsentire a una serie di attacchi limitati nel Pacifico centrale e meridionale, affidati alle Task force 11, 8 (viceammiraglio William Halsey) e 17 (contrammiraglio Frank Fletcher): l'organizzazione dell'operazione si rivelò faticosa e deficitaria. L'insofferente King aveva intanto decise di formare un nuovo comando interalleato per il Pacifico meridionale, l'ANZAC Area alle sue dirette dipendenze; egli infatti riteneva che l'avanzata nipponica potesse e dovesse essere fermata alle soglie dell'Australia e che lì dovevano essere concentrate le limitate risorse della marina americana. Il comando fu attivato alla fine del gennaio 1942, subito dopo la caduta di Rabaul, e durante febbraio King vi inviò la TF 11 con la Yorktown e la TF 17 con la Lexington. Nimitz accolse con preoccupazione la decurtazione delle sue forze e lamentò il pericolo per le Hawaii, ma poiché la Planning Division sanzionò l'operato di King, egli accettò gradualmente il fatto. Peraltro fu grazie a queste manovre che le due squadre colsero un significativo successo il 10 marzo, nelle acque antistanti la Nuova Guinea nord-orientale, dove furono affondate o colpite svariate navi nipponiche impegnate nello sbarco di truppe, scompaginando la tabella di marcia giapponese per il Pacifico meridionale. Quello stesso giorno MacArthur, su ordine presidenziale, lasciò le Filippine e arrivò a Melbourne per assumere il controllo di un nuovo alto comando responsabile della difesa del Pacifico sud-occidentale dopo il crollo finale dell'ABDACOM (suggellato il 9 marzo dalla conquista giapponese di Giava). Il 30 marzo l'enorme scacchiere dell'Asia e del Pacifico fu completamente riorganizzato tra gli Alleati. Nimitz assunse il comando del nuovo Pacific Ocean Areas (POA), fu suddiviso in North, Central e South Pacific Area, ovvero la vecchia ANZAC Area. Il famoso generale fu invece collocato al vertice del South West Pacific Area (SWPA) con responsabilità estesa al subcontinente australe, a parte delle isole Salomone e al Sud-est asiatico. Infatti né la marina né l'esercito avevano voluto saperne di creare un singolo grande comando gestito da uno solo dei due servizi e, dunque, i due ufficiali furono costretti a collaborare nella creazione di una strategia condivisa.

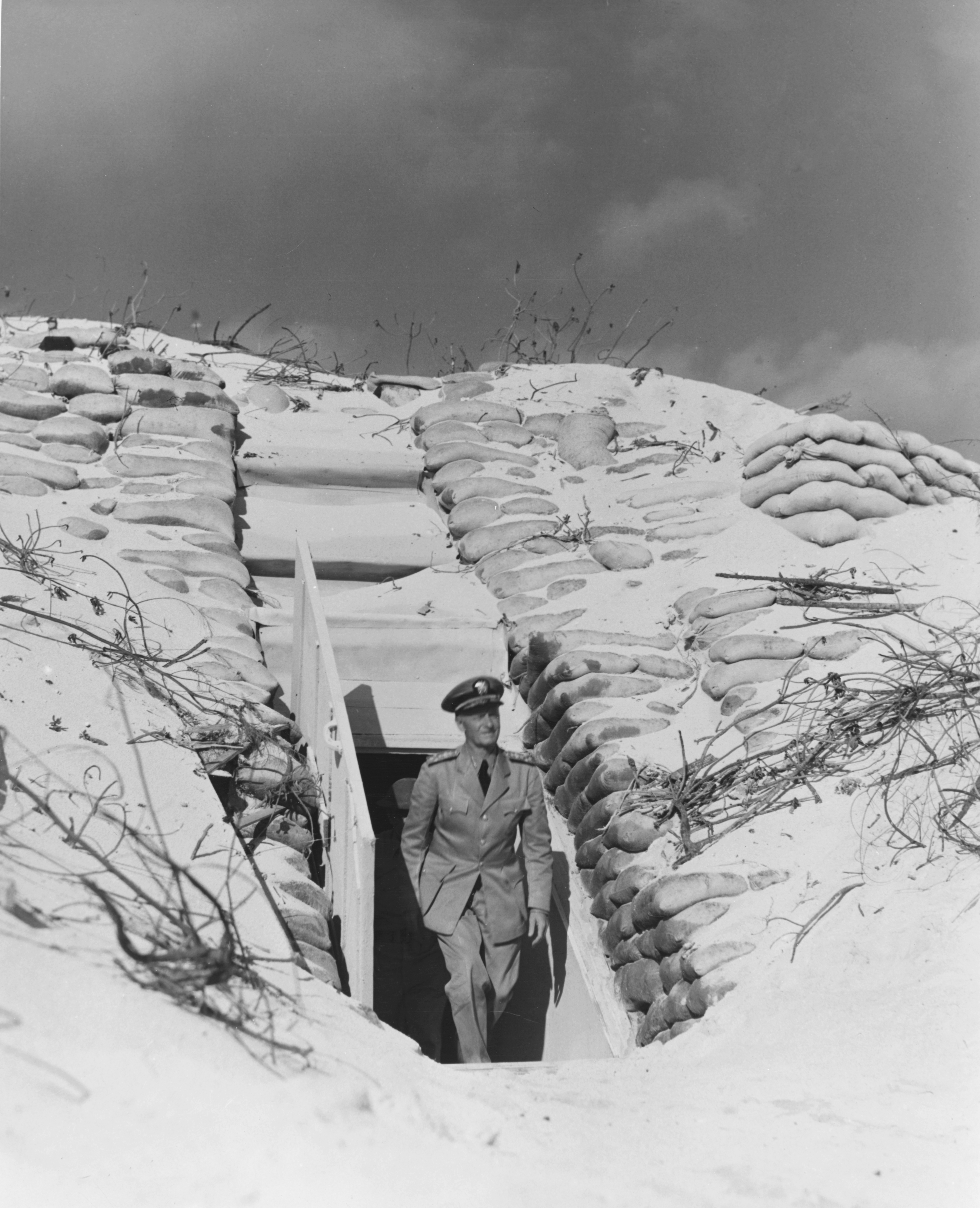
Nimitz durante un'ispezione alle preparazioni difensive dell'atollo di Midway

Nei mesi decisivi tra aprile e giugno 1942 Nimitz esercitò un controllo tattico sulla Pacific Fleet che non si ripeté più nel corso del conflitto. In aprile appoggiò l'idea di attaccare Tokyo usando bombardieri dell'esercito decollanti da una delle sue portaerei e, sulla scorta delle vitali informazioni Magic fornite dai sempre più efficienti servizi di decrittazione, distaccò le Task force 16 e 17 (al comando congiunto del viceammiraglio Fletcher) per contrastare un nuovo balzo in avanti giapponese nel vasto settore Nuova Guinea-isole Salomone: la battaglia del Mar dei Coralli si concluse con un successo strategico l'8 maggio, pur pagato con la perdita della Lexington e pesanti danni alla Yorktown. La vittoria si ripercosse anche sull'attitudine iniziale di Nimitz, che attorno al 15 maggio contattò il generale MacArthur e gli propose un piano per disturbare le imponenti manovre della Marina imperiale, che stava concentrando il meglio delle sue unità per colpire l'atollo di Midway; l'idea era sbarcare il 1st Marine Raiders Battalion sull'isoletta di Tulagi, con la protezione della modesta flotta del SWPA e la conseguenza non secondaria di contestare l'avanzata nipponica nelle isole Salomone. MacArthur, comunque, lo informò di non avere forze e rifornimenti sufficienti per l'operazione. King, inoltre, frenò l'iniziativa e fece sapere a Nimitz che avrebbe dovuto impiegare la Pacific Fleet per attacchi mordi-e-fuggi ovunque si fosse presentata un'occasione, invece di occupare in permanenza qualche località periferica, a meno che non gli avesse concesso esplicita autorizzazione. Nimitz proseguì pertanto a organizzare la difesa del Pacifico centrale e il potenziamento di Midway, per i quali fece totale affidamento sulle intercettazioni e deduzioni dell'ufficio intelligence della Flotta del Pacifico (capitano di vascello Edwin T. Layton) e della stazione HYPO (capitano di corvetta Joseph Rochefort), ignorando le errate valutazioni dei decrittatori a Washington: egli venne così a sapere che i giapponesi progettavano di sbarcare all'inizio di giugno sull'atollo, attendere lì l'intervento delle portaerei americane e distruggerle in una serie di coordinati attacchi aeronavali. Nimitz concentrò oltre 120 apparecchi a Midway e dispose a nord-est le Task force 16 e 18, compresa la Yorktown che su suo ordine era stata riparata in appena tre giorni, una prestazione ingegneristica incredibile per i tempi. L'ammiraglio dovette però privarsi del fedele collaboratore Halsey (colpito da una grave forma di psoriasi) che gli consigliò come proprio rimpiazzo il contrammiraglio Raymond Spruance, comandante degli incrociatori della TF 18. Per applicare questo schema, però, Nimitz si era scontrato con King; il suo superiore aveva infatti prospettato il 10 maggio di lasciare i gruppi imbarcati della Lexington e della Yorktown nel Pacifico meridionale con la Enterprise e la Hornet, in attesa di una prossima offensiva nipponica. Nimitz aveva avuto molti scambi telegrafici con King per convincerlo a cambiare idea, ripetendo in particolare che un'avanzata nemica sulle Hawaii era altamente probabile. Quindi non aveva esitato, il 13, a ordinare a Halsey di farsi avvistare dai ricognitori giapponesi, ottenendo così una scusa plausibile per richiamare la TF 18 a Pearl Harbor. Il 17 King allentò in parte la propria posizione, pur dichiarando che, in caso di battaglia, la flotta di Nimitz avrebbe dovuto prediligere tattiche di logoramento ed evitare grandi scontri diretti contro la superiore Marina imperiale. La battaglia si svolse tra il 4 e il 6 giugno e si concluse con l'affondamento delle portaerei giapponesi Akagi, Kaga, Soryu e Hiryu, più l'incrociatore pesante Mikuma, al prezzo della Yorktown e di buona parte dei gruppi imbarcati americani. La vittoria erose quasi del tutto il margine di vantaggio nipponico sulla Pacific Fleet, contribuì a far passare l'iniziativa in mano alleata e confermò le capacità di condottiero di Nimitz, che da allora ebbe un ruolo fondamentale nel raffinare e limare le direttive strategiche sottopostegli dall'ammiraglio King.

#### La campagna di Guadalcanal e le isole Salomone

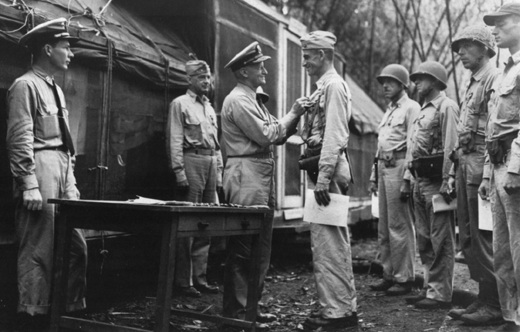
L'ammiraglio Nimitz decora il tenente colonnello Evans Carlson dei Marine Raiders nel corso dell'ispezione a Guadalcanal (settembre 1942)

Tra il giugno e l'agosto 1942 ci fu un notevole calo delle operazioni nel teatro di guerra oceanico e gli Stati Uniti ne approfittarono per ristrutturare alcuni comandi, compreso il CINCPAC/POA. Nimitz accolse volentieri l'idea di un grande centro d'intelligence alle Hawaii e di uno stato maggiore amalgamato, sebbene ciò lo costrinse a trasferire a terra il proprio quartier generale: il nuovo Intelligence Center Pacific Ocean Area nacque in luglio e, per dicembre, includeva ufficiali e unità dell'esercito per oltre 200 persone. Nel settembre 1943, infine, l'ICPOA e la stazione HYPO furono fuse nel Joint Intelligence Center-POA, affidato a un brigadier generale e alle dirette dipendenze di Nimitz. L'ammiraglio, inoltre, selezionò Spruance come proprio capo di stato maggiore, essendo rimasto positivamente colpito dal suo comportamento a Midway, e inviò un grosso gruppo di piloti imbarcati in patria allo scopo diffonderne le recenti esperienze nelle scuole d'aviazione. Questa mossa lo lasciò con equipaggi novellini quando il JCS impose di avviare i preparativi per una controffensiva assai anticipata nel settore delle Salomone meridionali, a Guadalcanal; nel pieno dell'organizzazione, Nimitz caldeggiò la nomina di Fletcher a comandante del corpo di spedizione, dato che era l'unico ufficiale con solide esperienze di comando di portaerei dall'inizio della guerra: per l'operazione furono schierate l'Enterprise, la Saratoga e la Wasp. Fletcher andò così ad affiancare il viceammiraglio Robert Ghormley, che Nimitz aveva posto a capo della South Pacific Area in aprile con l'approvazione di King. Con gli sbarchi del 7 agosto ebbe inizio una lunga campagna terrestre e aeronavale, nel corso della quale le forze armate statunitensi subirono rovesci anche gravi a opera dell'agguerrita ed esperta Marina imperiale che spesso lasciarono perplesso Nimitz. Ad esempio, a seguito della battaglia dell'isola di Savo, egli ricevette un rapporto ambiguo sulle cause della sconfitta tattica che, personalmente, ampliò con altre motivazioni, come l'eccessiva fiducia riposta nei radar, le carenze della ricognizione aerea e l'impreparazione psicologica degli uomini. Peraltro, l'ammiraglio condivideva certi pregiudizi nei confronti dell'avversario nipponico e riconobbe solo a fine 1943 la letale efficacia del siluro Type 93 nelle battaglie navali notturne. In settembre si convinse a distaccare un certo numero di sommergibili nelle Salomone, le cui acque riteneva poco adatte per i battelli oceanici, per controbattere l'accresciuta presenza navale giapponese e rispondere alle continue richieste di Ghormley; quindi decise di andare in ispezione nel SOPAC allo scopo di rendersi conto di persona della situazione. Il 28 arrivò a Noumea dove trovò un Ghormley avvilito e sfiduciato dagli avvenimenti bellici, oltre a una crisi logistica nei porti delle Figi e Samoa dove pure si trovavano grandi quantità di materiale. Il 30 proseguì per Guadalcanal a bordo di un Boeing B-17 Flying Fortress, che perse la rotta e arrivò a destinazione solo grazie alla trovata di un ufficiale del suo stato maggiore, che si orientò con una copia di National Geographic. Sull'isola, l'ammiraglio fu accolto da clima piovoso e dal comandante della 1st Marine Division impegnata negli scontri (Alexander Vandegrift) che lo condusse in un giro lungo il perimetro e attorno all'aeroporto, quasi inservibile a causa della pioggia. Nimitz distribuì decorazioni e si soffermò sulle necessità della testa di ponte, quindi il giorno successivo ripartì non senza incidenti, poiché il B-17 sbandò durante il rullaggio e rischiò di schiantarsi. In una seconda, breve tappa a Noumea ritenne opportuno avere un altro incontro con Ghormley, al quale ordinò di inviare tutto il necessario per rendere l'aeroporto veramente operativo.

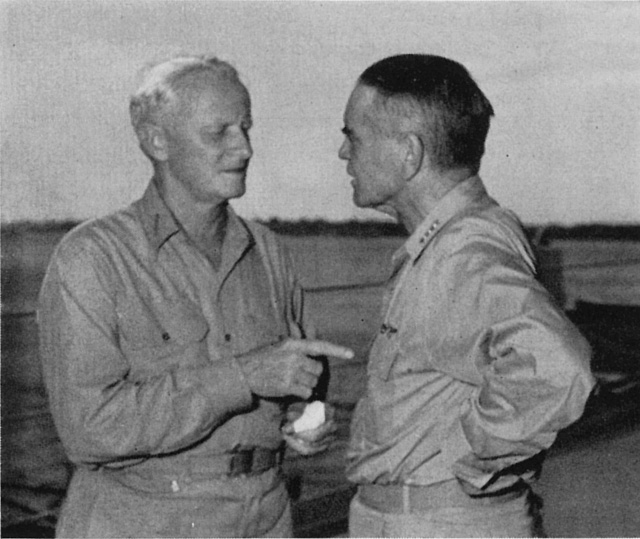
Nimitz a colloquio con Halsey all'inizio del 1943: il comandante della Pacific Fleet pose il fidato sottoposto alla testa delle forze alleate nel Pacifico meridionale nell'ottobre 1942

Tornato a Pearl Harbor, Nimitz prese una decisione fondamentale per il corso della campagna e della guerra: il 18 ottobre, d'accordo con King e pur a malincuore, rimpiazzò Ghormley con l'aggressivo e popolare viceammiraglio William Halsey, che impresse ottimismo e dinamicità alle operazioni, giusto in tempo per incontrare in battaglia la Marina imperiale alle isole Santa Cruz. Perse la Hornet ma riuscì a fermare i giapponesi, amplificando la vittoria ottenuta a terra dai marine. Dalla fine del 1942 gli esiti della campagna volsero a favore degli Stati Uniti, grazie anche all'afflusso di nuove truppe, navi e aerei e all'introduzione di turni di rotazione frequenti per i piloti veterani e il personale di volo (una disposizione di Nimitz). Il logorio delle forze armate imperiali, invece, convinse Tokyo a ordinare il metodico ritiro da Guadalcanal all'inizio del 1943. Ciononostante i combattimenti continuarono con invariata ferocia e, il 29 gennaio 1943, l'incrociatore pesante USS Chicago fu affondato da aerosiluranti nipponici in rotta per Guadalcanal come scorta a un importante convoglio. La perdita della nave, dovuta a una serie di manchevolezze tattiche, fu accolta male da Nimitz che si lasciò andare a un raro scatto d'ira: egli dichiarò che la distruzione del Chicago «[era stata] particolarmente deplorevole, perché si sarebbe potuta evitare» (era al corrente che il Chicago e altre navi imbarcavano nuove e segrete spolette di prossimità) e tuonò che avrebbe fatto fucilare chiunque avesse rivelato alla stampa qualche dettaglio sul disastro. La sua reazione era dovuta all'accumularsi della fatica, forse anche a un accenno di malaria contratta nel settembre 1942, e alla concomitante pressione dell'organizzare il SOPAC contro quella che si riteneva essere l'ennesima controffensiva giapponese per Guadalcanal. Invece l'operazione Ke, per la quale l'ammiraglio Isoroku Yamamoto e i suoi collaboratori avevano radunato un gran numero di navi, servì solo a trarre in salvo i circa 10 000 superstiti nipponici; nessuno dei comandanti americani sospettò una ritirata imperiale e lo stesso Nimitz confessò tale credenza nel rapporto finale inoltrato a King poco dopo il 9 febbraio, quando la campagna fu dichiarata conclusa.

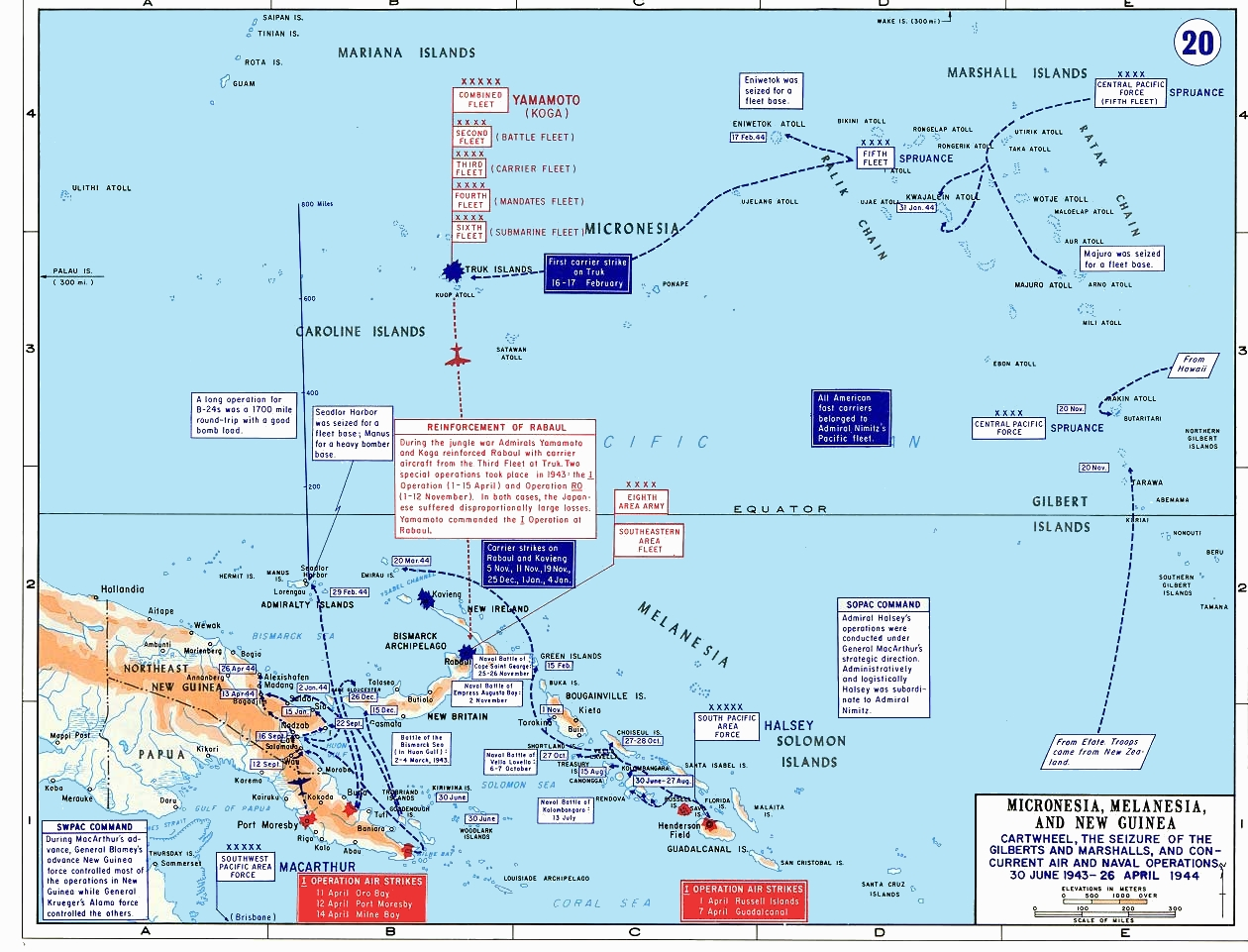
Carta generale del Pacifico centro-meridionale, suddiviso tra il POA di Nimitz e il SWPA di MacArthur; sono indicate tutte le operazioni svoltesi dal giugno 1943 (Nuova Georgia) al marzo 1944 (distruzione di Truk e sbarco sulle isole dell'Ammiragliato). Si coglie la stretta correlazione tra i due teatri.

Alla conferenza di Casablanca (gennaio 1943) gli Alleati occidentali avevano deciso di incrementare la pressione militare sulla Sfera di co-prosperità della Grande Asia orientale; ciò significò l'elaborazione di una nuova strategia che previde la conquista (poi la neutralizzazione) di Rabaul e l'apertura di un secondo fronte nel Pacifico centrale. I comandi del SWPA e del POA rimasero comunque autonomi, l'uno incaricato di gestire l'avanzata attraverso le Salomone e la Nuova Guinea e l'altro gli attacchi agli atolli delle isole Gilbert, Marshall e del Mandato. Fu comunque necessaria una "conferenza militare del Pacifico", presenziata da King e dal vice del generale George Marshall, per trovare un compromesso sulla situazione di comando nel Pacifico sud-occidentale: Halsey ebbe la direzione tattica delle forze nelle Salomone e rispose alle «disposizioni strategiche» di MacArthur, ma solo le unità della marina impegnate nell'arcipelago sarebbero state temporaneamente agli ordini del generale, preservando l'autorità e la libertà di manovra dell'ammiraglio Nimitz. Questi cominciò inoltre a radunare una "Central Pacific Force", futura United States Fifth Fleet, grazie alla massiccia immissione in servizio di nuove classi di portaerei, navi da battaglia, incrociatori e altro naviglio, e unità giunsero anche alle squadre del SOPAC, ridenominate Third Fleet; in febbraio concordò con Halsey l'occupazione delle isole Russell a ovest di Guadalcanal, che si svolse senza problemi. Un mese più tardi, il 22 marzo 1943, Nimitz ebbe via libera per ricatturare le isole di Attu e Kiska nelle Aleutine occidentali, prese dai giapponesi nel giugno 1942; King e il generale Marshall si erano convinti della necessità dell'operazione una volta scoperto che un aeroporto era in costruzione da parte della guarnigione nipponica su Attu. Nimitz affidò l'intera operazione al contrammiraglio Thomas Kinkaid, che riuscì a rioccupare Attu ma non a impedire, tra luglio e agosto, un altro abile sgombero giapponese da Kiska. Nello stesso periodo gli Alleati riuscirono a sloggiare i giapponesi dal pericoloso aeroporto di Munda in Nuova Georgia, pur a prezzo di una faticosa lotta. Halsey e Nimitz rimasero colpiti dalla difficile campagna e non intendevano sprecare le loro modeste forze contro ogni singola isola in mano nipponica; sfruttando, quindi, la superiore mobilità per mare e le notizie d'intelligence pervenute da varie fonti, sbarcarono di sorpresa un reggimento non su Kolombangara (vicino alla Nuova Georgia) bensì a Vella Lavella. L'azione prese in contropiede il comando giapponese e inaugurò la cosiddetta leapfrogging strategy: in tal modo le operazioni furono velocizzate, le perdite contenute e le misure giapponesi vanificate, tanto che già il 1º novembre fu possibile eseguire lo sbarco della 3rd Marine Division a Bougainville, ancora una volta cogliendo sbilanciata la pur numerosa guarnigione nipponica. Per la campagna Nimitz aveva concesso due portaerei a Halsey, la Saratoga e la USS Princeton, che l'ammiraglio adoperò con audacia per colpire nella rada di Rabaul la 2ª Flotta giapponese. La piazzaforte fu progressivamente annientata tra il dicembre 1943 e il febbraio 1944 con una metodica campagna aerea condotta dalla Fifth Air Force del SWPA, appoggiata dai reparti aeronautici a Bougainville e, in alcune occasioni, da squadre distaccate dalla Fifth Fleet.

#### Le vittorie del 1944-1945

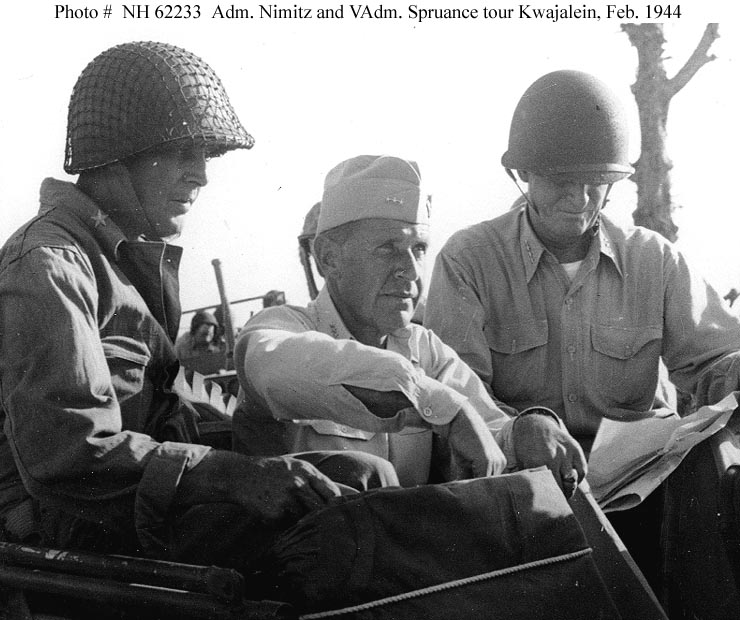
Nimitz (destra) con Spruance (centro) e un ufficiale dell'esercito visitano l'atollo di Kwajalein poco dopo la sua conquista

Nell'agosto 1943 Nimitz aveva posto al comando della Fifth Fleet il viceammiraglio Spruance per aprire un secondo fronte nel perimetro difensivo giapponese, come stabilito alla conferenza di Washington non senza aspre discussioni: il generale MacArthur, infatti, aveva cercato di farsi assegnare la priorità nell'invio di rinforzi per continuare l'avanzata dal Pacifico sud-occidentale alla volta delle Filippine e solo dopo molte insistenze il compromesso della doppia avanzata era stato accettato. Nimitz e Spruance accoppiarono la strategia del salto delle isole all'accresciuta disponibilità di risorse navali nella campagna delle isole Gilbert e Marshall (novembre 1943-febbraio 1944) con risultati clamorosi e la completa disarticolazione delle difese esterne giapponesi, culminata con la distruzione di Truk, la grande base d'oltremare della Marina imperiale. La pianificazione e realizzazione della campagna fornì preziose esperienze di guerra anfibia – utilizzo di natanti specializzati, metodologia di bombardamento pre-sbarco, supporto aereo alle prime ondate. Servì inoltre ad accentuare lo studio di ogni aspetto e fase di un attacco dal mare, comprese le variazioni di marea che, durante la battaglia di Tarawa, erano state trascurate e avevano avuto ripercussioni tattiche importanti; sempre a Tarawa, Nimitz e lo stato maggiore della Pacific Fleet affrontarono per la prima volta uno sbarco contro coste ben fortificate, traendone preziose lezioni. Le operazioni nelle Marshall furono segnate da due cruciali scelte operate da Nimitz: l'attacco agli atolli più occidentali come Kwajalein e Majuro, che egli indovinò essere molto meno muniti rispetto a quelli orientali; e l'occupazione di isole vicino a quelle designate come obiettivi primari. La conquista di simili isole, in sé prive di valore strategico, consentì infatti di scaricarvi i rifornimenti e i materiali a bordo dei trasporti (liberando intere squadriglie logistiche) e di piazzarvi batterie di artiglieria, pronte ad appoggiare i reparti nell'assalto principale: tali stratagemmi furono presto codificati e dovevano divenire normale prassi. Sempre in questo periodo maturò lo scontro tra Nimitz e il gruppo di ammiragli che aveva ricevuto una compiuta formazione in aeronautica, il cui capo informale era l'ambizioso viceammiraglio John H. Towers che aveva la qualifica di Commander Air Force, Pacific Fleet sin dall'ottobre 1942. Towers riteneva che i suoi colleghi dovessero assumere tutte le massime cariche di comando nel teatro di guerra del Pacifico, stante la cruciale importanza delle portaerei; in particolare dichiarava di dover rimpiazzare Nimitz, che non aveva un brevetto da pilota. Per quanto lo detestasse, Nimitz riconobbe le innegabili capacità organizzative di Towers e all'inizio del 1944 concesse che tutti i comandanti senza brevetto fossero affiancati da capi di stato maggiore con la qualifica di pilota (e viceversa). Lo nominò infine suo vice per il resto della seconda guerra mondiale.

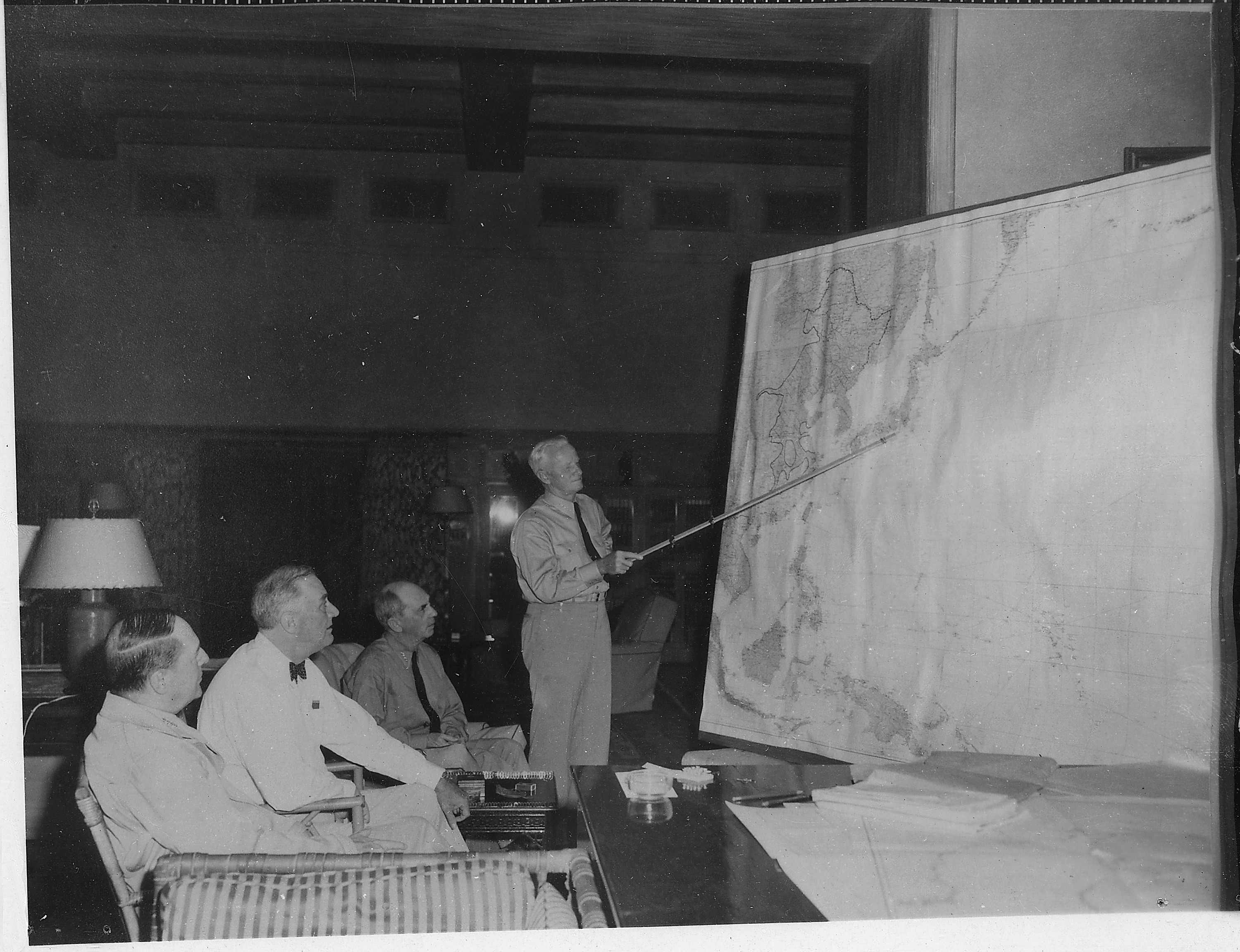
Da sinistra MacArthur, il presidente Roosevelt e l'ammiraglio William Leahy ascoltano Nimitz esporre la propria strategia per il Pacifico: da questa riunione scaturì la decisione di rioccupare le Filippine

La serie di successi nelle Marshall fu replicata in estate con la conquista delle Marianne meridionali e la sconfitta inflitta alle portaerei giapponesi il 19 e 20 giugno 1944; la sanguinosa conquista di Saipan, Tinian e la ricattura della vecchia colonia di Guam fornirono agli Stati Uniti preziose basi avanzate per intraprendere una campagna di bombardamenti strategici sul Giappone. Nimitz anzi, affiancato da Spruance, sostenne che fosse giunto il momento per un attacco diretto alle coste nipponiche, o in alternativa alla colonia di Formosa; egli riteneva che ormai la Pacific Fleet potesse gestire una tale operazione. In ogni caso, il JCS declinò questi progetti e preferì mettere allo studio la liberazione delle Filippine, anche a causa dell'intransigenza del generale MacArthur che aveva fatto della riconquista dell'arcipelago un punto d'onore. Inizialmente dubbioso, dopo un'assemblea a Pearl Harbor a fine luglio 1944 Nimitz accondiscese al piano, poiché riconobbe che strappare le Filippine all'Impero giapponese avrebbe avuto comunque l'effetto di tagliar fuori le isole metropolitane dalle fonti di materie prime nelle ex Indie olandesi, oltre a eliminare pericolose basi aeronautiche: i primi sbarchi furono prospettati per l'inizio del 1945. Nell'attesa, Nimitz e MacArthur concordarono per un'operazione accessoria nelle isole Palau a sud-est di Mindanao, allo scopo di impadronirsi dei locali aeroporti nipponici e coprire il fianco meridionale della futura avanzata. L'ammiraglio fece inoltre ruotare il comando della Quinta Flotta da Spruance a Halsey e ridenominò la grande squadra come Third Fleet, sebbene tutte le sue componenti rimanessero invariate. Halsey completò una serie di incursioni sulle Palau e sulle Caroline occidentali tra agosto e settembre, che ebbero un tale successo da convincere egli e i suoi superiori a rivedere tutta la pianificazione strategica: Nimitz e MacArthur ebbero ordine di invadere l'isola di Leyte dal 20 ottobre. I piani per le Caroline e per la Palau settentrionali furono messi da parte, ma non l'attacco alle isole di Peleliu e Angaur che fu confermato per il 15 settembre, sulla base di informazioni d'intelligence che avevano fornito un quadro del potenziale giapponese nel settore superiore alla realtà. Ne nacque una brutale battaglia che, alla fine, fruttò ben miseri risultati. La campagna delle Palau è stata spesso indicata come uno dei pochi, veri errori di Nimitz; sembra che l'ammiraglio fosse stato contagiato dall'ottimismo del comandante della 1st Marine Division incaricata dell'attacco a Peleliu (maggior generale William Rupertus) al punto tale da non prevedere alcuna riserva per i primi giorni dell'operazione anfibia. Nimitz reagì poi con fastidio a un telegramma di Halsey del 13 settembre, nel quale il sottoposto raccomandava di annullare la conquista di Peleliu e procedere tutt'al più con l'occupazione di Ulithi, atollo indifeso e dall'ampia rada: ribatté che ormai i gruppi navali erano in movimento verso l'obiettivo. Soprattutto non inoltrò quella parte del telegramma al JCS, in quel momento alla seconda conferenza di Québec e che infine autorizzò ad anticipare l'invasione di Leyte. Nimitz non fornì mai una spiegazione per questa sua decisione.

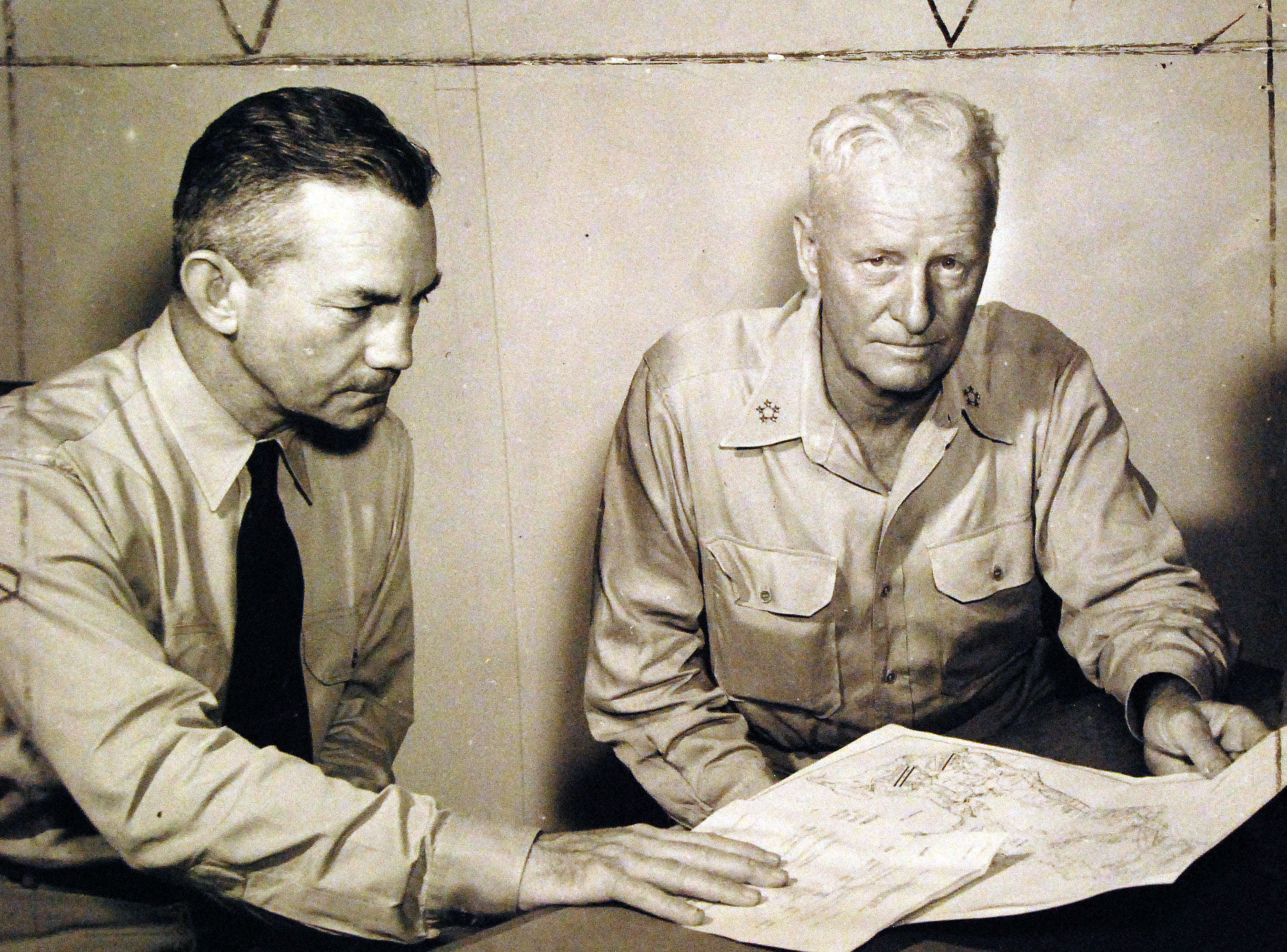
Nimitz illustra al Segretario della Marina James Vincent Forrestal i piani per Iwo Jima: notare, al colletto, le cinque stelle disposte in circolo (simbolo del grado di ammiraglio della flotta)

La riconquista delle Filippine si aprì come stabilito il 20 ottobre con un grande sbarco a Leyte, causa prima della quasi contemporanea battaglia del Golfo di Leyte: un complesso scontro aeronavale che mise a nudo le debolezze della bicefalia del comando americano nel Pacifico e andò vicino a risolversi in un disastro per la macchina militare statunitense. Infatti, con questa vasta operazione combinata, il POA e il SWPA si trovarono fianco a fianco, ma non si volle provvedere a struttura di comando unificata. Perciò la United States Seventh Fleet, incaricata materialmente dell'operazione anfibia, dell'appoggio tattico e della logistica, rimase alle dipendenze del generale MacArthur, mentre la vigilanza in alto mare spettò alla Third Fleet di Halsey con ben 17 portaerei e moderne navi da battaglia, che rispondeva però a Nimitz. Potenti e mobili, le due formazioni non agirono con coordinazione e le comunicazioni furono spesso parziali e frammentarie; Halsey era ossessionato dall'idea di attirare in battaglia la Marina imperiale, lasciò che fossero le portaerei di scorta della Settima Flotta a occuparsi degli aeroporti giapponesi nelle Filippine e, poi, si lanciò a nord di Leyte alla notizia dell'avvistamento delle quattro portaerei della 3ª Flotta nipponica. Ne risultò che il grosso della 2ª Flotta giapponese riuscì a raggiungere, quasi senza opposizione, il Golfo di Leyte gremito di mezzi da sbarco e Nimitz arrivò a contattare direttamente Halsey per imporgli di rimandare a sud una grossa parte della Terza Flotta (che comunque arrivò troppo tardi per intercettare le navi nipponiche, respinte con molti sacrifici dal naviglio sottile della Settima Flotta). In seguito si scatenarono polemiche tempestose attorno alla figura di Halsey e lo stesso Nimitz lo biasimò per il comportamento tenuto, ma lo mantenne al suo posto anche a causa della sua popolarità. I combattimenti a Leyte proseguirono fino a dicembre e si allargarono a Mindoro, sulla quale truppe del generale MacArthur sbarcarono a metà dicembre con il valido supporto della Settima Flotta, mentre la Terza Flotta mantenne la pressione sulle basi nipponiche nell'arcipelago prima di condurre, nel gennaio 1945, una grande incursione nel Mar Cinese Meridionale: essa servì a coprire l'invasione del Golfo di Lingayen, prologo alla distruzione delle migliori unità terrestri giapponesi a Luzon e alla sofferta liberazione di Manila. Intanto, il 19 dicembre 1944, Nimitz era stato investito dell'alto grado di ammiraglio della flotta, creato pochi giorni prima dal Congresso e che egli condivise con pochi altri: il rango era permanente.

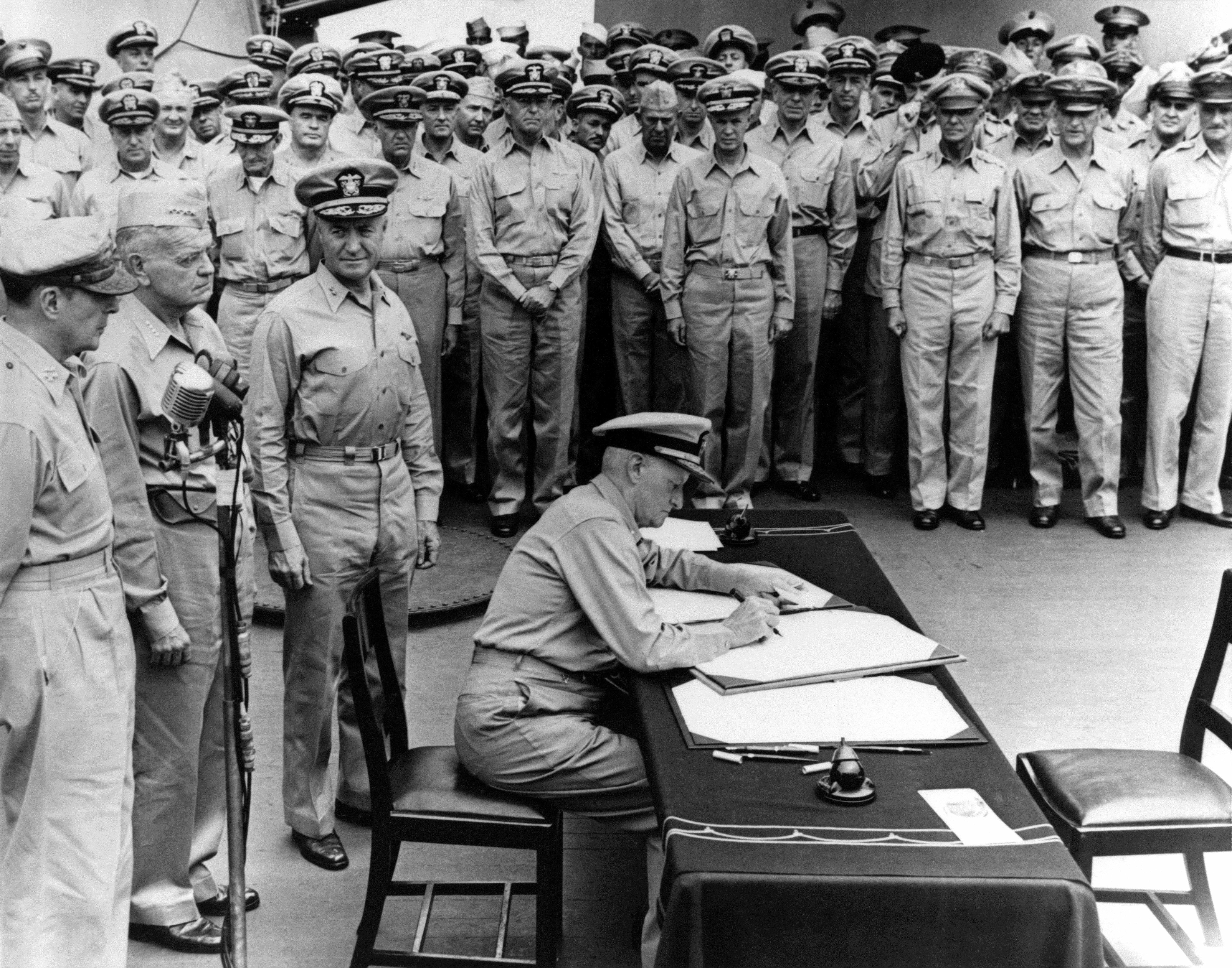
Nimitz appone la sua firma al documento di resa del Giappone

Le operazioni tra le Filippine dragarono più forze e durarono più a lungo di quanto previsto, tanto da ritardare gli sbarchi a Iwo Jima e Okinawa. Nimitz aveva ricevuto disposizioni di studiare l'attacco alle due isole il 2 ottobre 1944, dopo che ogni piano in merito a Formosa era stato ufficialmente scartato: sarebbero serviti 200 000 uomini (non disponibili per il fronte del Pacifico) e non si conoscevano con esattezza le misure difensive della più antica colonia giapponese. Nimitz e il suo stato maggiore, trasferitisi in gennaio a Guam per essere più vicini ai teatri operativi, elaborarono con attenzione i due sbarchi previsti in un primo tempo per il 20 gennaio e il 1º marzo 1945 rispettivamente; fu messa in campo la pressoché totalità della Pacific Fleet e le sei divisioni dell'United States Marine Corps, tre per aggredire Iwo Jima e tre altre, inquadrate nella Tenth United States Army con divisioni dell'esercito, per la campagna su Okinawa. Le due battaglie, combattute nel febbraio-marzo e tra aprile e giugno, furono segnate da gravi perdite per ambo gli schieramenti e dall'intensa partecipazione dei kamikaze, causa in particolare di insostenibili pressioni psicologiche per gli equipaggi e i comandi navali in zona d'operazioni. Infatti Spruance, che dalla fine del gennaio 1945 era tornato a dirigere la Quinta Flotta, ottenne da Nimitz di cedere con anticipo il posto a Halsey, cambio avvenuto il 26 maggio 1945 nel pieno della battaglia a Okinawa. Nel mentre, in aprile, il JCS aveva inoltrato la direttiva di pianificazione per l'attacco diretto al Giappone, operazione peraltro che suscitò molte perplessità e discussioni per le paventate, alte perdite; in ogni caso l'impiego delle bombe atomiche catalizzò gli avvenimenti, il 15 agosto l'Impero nipponico accettò la dichiarazione di Potsdam e si arrese. Nimitz era stato informato della nuova arma nucleare nel febbraio 1945 da un emissario del generale Leslie Groves e generalmente non si espresse pro o contro, sebbene il biografo ufficiale Elmer B. Potter abbia puntualizzato che Nimitz fosse un poco a disagio a proposito della bomba atomica. Il 2 settembre partecipò alla cerimonia a bordo della nave da battaglia USS Missouri per ufficializzare la capitolazione nipponica e, in rappresentanza del governo statunitense, appose la propria firma allo strumento di resa giapponese: a quell'epoca era alla testa di una Pacific Fleet formata da oltre 2 milioni di effettivi, 5 000 navi e 20 000 aerei.

### CNO e incarichi nella vita civile

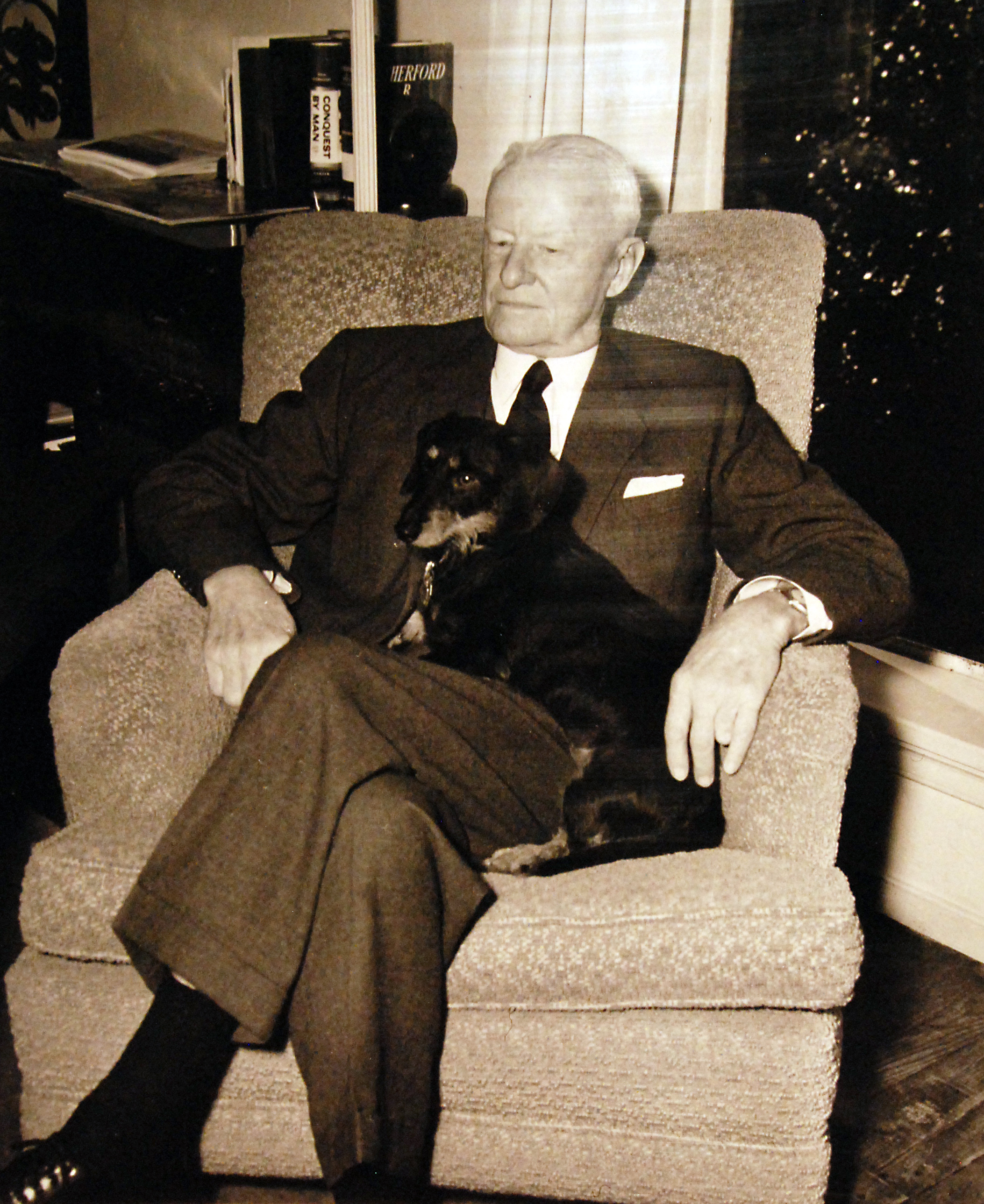
Nimitz fotografato nella sua abitazione di Berkeley nel settembre 1954: si nota l'amputazione dell'anulare sinistro

Nimitz rientrò negli Stati Uniti come un eroe nazionale e partecipò a diverse parate in suo onore, comprese due a Dallas e ad Austin; visitò quindi la cittadina natale Fredericksburg, dove ricevette una calorosa accoglienza e partecipò a un sontuoso banchetto organizzato nella sala da ballo dell'hotel di famiglia; infine sostò a Kerrville per ritirare il diploma finalmente rilasciatogli dalla Tivy High School. Arrivato a Washington, il 5 ottobre parlò a una sessione del Congresso sul potere marittimo nella nuova età atomica: a suo modo di vedere, essa imponeva, più che l'abolizione delle forze armate tradizionali, una loro trasformazione. Il 26 novembre, a Pearl Harbor, Nimitz cedette il posto di CINCPAC a Spruance durante una solenne cerimonia. Prese quindi un aereo che lo riportò alla capitale, dove il 15 dicembre subentrò all'ammiraglio King come nuovo CNO per un mandato di due anni. Da questa posizione egli si dedicò alla metodica riduzione di personale, unità, mezzi e basi della marina oramai in esubero, ma al contempo introdusse tecnologie all'avanguardia, come la prima generazione di aerei a reazione; nel clima di guerra fredda fu fautore del dispiegamento avanzato di scaglioni nelle acque del mar Mediterraneo e del Medio Oriente e lavorò con grande energia per adattare la marina alle disposizioni del National Security Act del 1947.
Il 15 dicembre 1947 Nimitz lasciò il servizio militare attivo; il 1º gennaio 1948 fece rapporto al Segretario della Marina e formalizzò il suo passaggio nella lista degli ufficiali a riposo, per poi trasferirsi con la famiglia a Berkeley e, in seguito, nei quartieri navali di Yerba Buena Island in mezzo alla baia di San Francisco. Tuttavia non si ritirò del tutto dalla vita pubblica, dato che nel marzo 1949 accettò di rivestire il ruolo di amministratore speciale per il previsto plebiscito sul Kashmir, sebbene all'inizio del 1950 esso fu annullato con il peggiorare della situazione nella regione. Richiese, allora, di divenire ambasciatore di buona volontà dell'ONU, veste nella quale tenne diverse conferenze. Nel 1951 fu contattato dal presidente Harry S. Truman per presiedere a una pianificata "Commission on International Security and Industrial Rights" che, in ultimo, non vide la luce per l'opposizione del Congresso. Nel frattempo Nimitz si era dedicato con crescente impegno agli affari della comunità cittadina di San Francisco e, quell'anno stesso, fu eletto presidente onorario della Naval Historical Foundation, pur mantenendo la sua presenza nel mondo della marina militare (dove era figura tenuta in alta considerazione). Dal 1952 al 1960 fu rettore dell'Università della California, un ruolo che gli consentì tra le altre cose di portare avanti la riappacificazione con l'ex nemico giapponese; in particolare, Nimitz gestì la raccolta fondi per restaurare la vecchia nave da battaglia pre-dreadnought Mikasa, danneggiata durante la guerra, e farne una nave museo. Nel 1961 tornò per l'ultima volta a Fredericksburg su invito del vicepresidente Lyndon B. Johnson.

### Morte
Chester Nimitz morì nella sua casa di Yerba Buena Island il 20 febbraio 1966, pochi giorni prima di compiere 81 anni. Gli furono tributati funerali di Stato, ma non fu sepolto al cimitero nazionale di Arlington: come da testamento, fu inumato al Cimitero nazionale Golden Gate di San Bruno dove si trovavano già suoi ex commilitoni. Negli anni successivi ebbero una tomba vicino alla sua gli ammiragli Spruance, Charles Lockwood e sua moglie Katherine.
In suo onore la United States Navy gli intitolò, nel 1972, la portaerei a propulsione nucleare USS Nimitz, unità capostipite dell'omonima classe.

## Famiglia
Chester Nimitz si fidanzò a inizio Novecento con Catherine Vance Freeman, con la quale convolò a nozze nel 1913. La coppia ebbe quattro figli: Catherine "Kate", Chester Jr., Anna e Mary. Il secondogenito seguì le orme paterne ed entrò in marina come ufficiale sommergibilista; combatté nella seconda guerra mondiale e fece parte del gruppo tecnico che risolse i frustranti problemi dei siluri statunitensi, che spesso, nella prima parte del conflitto, non esplodevano all'impatto. Andò in pensione con il grado di contrammiraglio.
Nimitz era una persona precisa e puntuale, che non tollerava i ritardi e in genere non apprezzava molto i politici; fu sempre scettico, inoltre, sull'introduzione di personale non combattente femminile. Tra le sue passioni c'erano la musica classica, gelati dai gusti bizzarri e lunghe passeggiate con il suo schnauzer Mak, che quando poteva, condivideva con lo stimato collaboratore Spruance. Su consiglio del suo medico personale iniziò a praticare il tiro a segno con la pistola come attività ricreativa. Nimitz confessò più volte a sua moglie di considerare con un certo rammarico il lancio degli ordigni atomici, poiché secondo lui l'Impero giapponese era già stato sconfitto nell'estate 1945.

## Onorificenze
Tutti i dati sono stati tratti da: e.